# Jean-François Roux
Jean-François Roux (ur. 9 września 1920 w Cherbourgu, zm. 25 stycznia 2008) – francuski prawnik, urzędnik konsularny i dyplomata.
Uczęszczał do Szkoły Bossuet (École Bossuet), Liceum Ludwika Wielkiego (Lycée Louis-le-Grand) i Wydziałów Prawa i Filologii Uniwersytetu w Paryżu (Facultés de droit et des lettres à Paris).
W 1944 wstąpił do francuskiej służby zagranicznej, a następnie studiował w Narodowej Szkole Administracji (École nationale d’administration) (1946-1947). W 1948 powrócił do MSZ, pełniąc rolę obserwatora Komisji Nadzwyczajnej Narodów Zjednoczonych ds. Bałkanów w Salonikach, konsula w Gdańsku (1950-1953), pracownika biura kadr MSZ (1954-1955), I sekretarza Stałej Misji przy ONZ w Nowym Jorku (1955-1961), konsula gen. w Kenitrze (1961-1963), doradcy ministra prac publicznych i transportu (1964-1965) i sekretarza stanu ds transportu (1966-1967), I radcy w Bernie (1968-1971), konsula gen. w Los Angeles (1972-1975), I radcy w Bonn (1975-1978), konsula gen. w Bombaju (1978-1980) i w Londynie (1980-1984), ministra pełnomocnego (1983), prezydenta delegacji francuskiej w Komisji Międzynarodowej Pirenejów (1985-), prezydenta 34 sesji Komisji w Madrycie (1986). Nadano mu rangę ministra pełnomocnego I kl. (1987). W 1988 odszedł na emeryturę.
Otrzymał tytuł oficera Legii Honorowej.